# Ostarbeiter

Igenkänningsmärke för östarbetare.

Ostarbeiter (östarbetare) var i Nazityskland en term för icke-judiska slavarbetare, som tvångsdeporterats för att arbeta i Tyskland från östra Europa. Denna tvångsrekrytering av personer från det ockuperade Östeuropa inkluderade både män och kvinnor, som tvingades arbeta i allt från krigsindustrin till hushållsarbete i Tyskland, där det på grund av krigstillståndet rådde arbetsbrist. Östarbetaren  måste på kläderna ha ett igenkänningsmärke ’Ost’.